# Nexus 9
Il Nexus 9 è un tablet con display da 8,9 pollici, ideato da Google e prodotto da HTC immesso nel mercato a partire da Novembre 2014 con sistema operativo Android Lollipop 5.0 (successivamente è stato sostituito da Lollipop 5.0.1,  Lollipop 5.1.1 poi Android 6.0.1 (Marshmallow) ed infine Android 7.1.1 (Nougat). È il successore del Nexus 7 (2013).
Quarto tablet della serie Google Nexus, è il primo a montare Android Lollipop 5.0 assieme al Nexus 6 ed è stato presentato il 31 ottobre 2014.

## Schermo
- Display 1536x2048p da 8.9" (281 ppi) IPS
- Multitouch a 10 tocchi
- Vetro resistente ai graffi

## Hardware
- Processore: NVIDIA Tegra K1 a 64-Bit clockato a 2,3 GHz (dual-core)
- Fotocamera: 8 Megapixel con Autofocus (Posteriore) e 1,6 Megapixel (Frontale)
- Memoria interna: 16 e 32 GB
- RAM: 2 GB LPDDR3

## USB OTG
Utilizzabile per la connessione di dispositivi esterni come mouse, tastiera e
dongle 3G esterno (per versioni che non lo supportano).
Se opportunamente modificato tramite software, è possibile utilizzare delle app capaci di montare
anche dispositivi di archiviazione esterna, come pen-drive e hard disk.

## Versioni
In Italia è disponibile dal 15 Novembre 2014 in tre colorazioni (bianco, nero e sabbia) e in due tagli di memoria: 
- 16 GB Wi-Fi
- 32 GB LTE (senza funzioni telefoniche)

## Sistema operativo
- Al momento dell'uscita sul mercato: Android Lollipop 5.0
- Ultimo aggiornamento disponibile: Android Nougat 7.1.1

Come tutti i prodotti della linea Nexus di Google, anche il Nexus 9 si differenzia dagli altri tablet Android per l'assenza di personalizzazione dell'interfaccia grafica del sistema operativo da parte del produttore. Si avrà così l'interfaccia nativa di Android. Questo, oltre ad una scelta di Google, pone la serie Nexus in testa come velocità di aggiornamento e supporto del sistema operativo rispetto a tutti gli altri dispositivi presenti sul mercato. Si avrà in questo modo la versione di Android più aggiornata del momento per il proprio dispositivo.

## Dimensioni e Massa
- Dimensioni: 228.2 x 153.7 x 8 mm
- Massa: 425 g (Wi-Fi) / 436 g (3G/LTE)

## Connettività
- Wi-Fi 802.11 a/b/g/n/ac
- Wi-Fi Direct
- Bluetooth 4.0
- A-GPS
- NFC (Android Beam)
- HSDPA+ e 4G LTE (solo modello LTE)
- Uscita audio Jack da 3,5 mm
- Uscita video dalla porta micro-USB tramite adattatore SlimPort opzionale.

## Sensori
- Giroscopio
- Luminosità ambientale
- Magnetometro
- Accelerometro
- Sensore di Suono
- Bussola Digitale